# Enseada Antártica

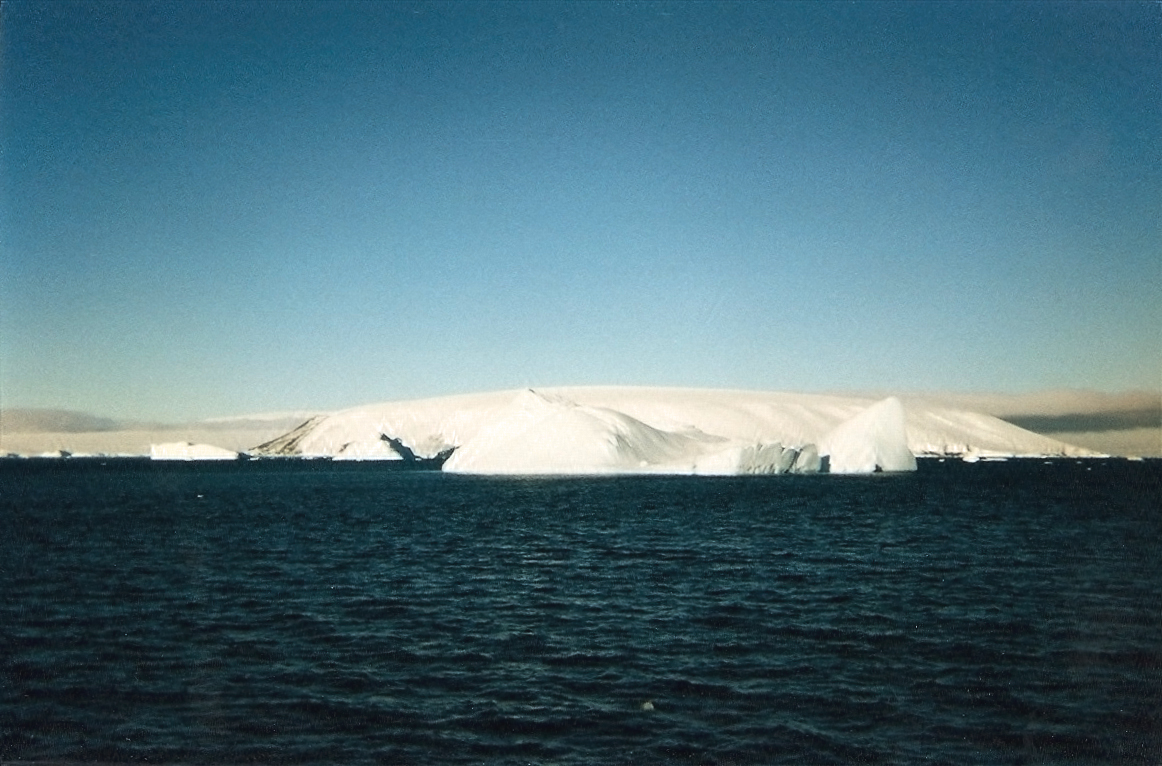
Icebergs na Enseada Antártica, 1996.

A Enseada Antártica é um corpo de água de cerca de 30 mi (48,3 km) comprimento e de 7 mi (11,3 km) a 12 mi (19,3 km) de largura, separando o grupo da Ilha Joinville da extremidade nordeste da Península Antártica. A enseada foi nomeada pela Expedição Antártica Sueca sob o comando de Otto Nordenskiöld do navio da expedição Antártica que em 1902, sob o comando de Carl Anton Larsen, foi a primeira embarcação a navegá-la.
- Este artigo incorpora material em domínio público  de United States Geological Survey   , documento "Enseada Antártica" (conteúdo do Geographic Names Information System).